# Straßenbahn Béziers

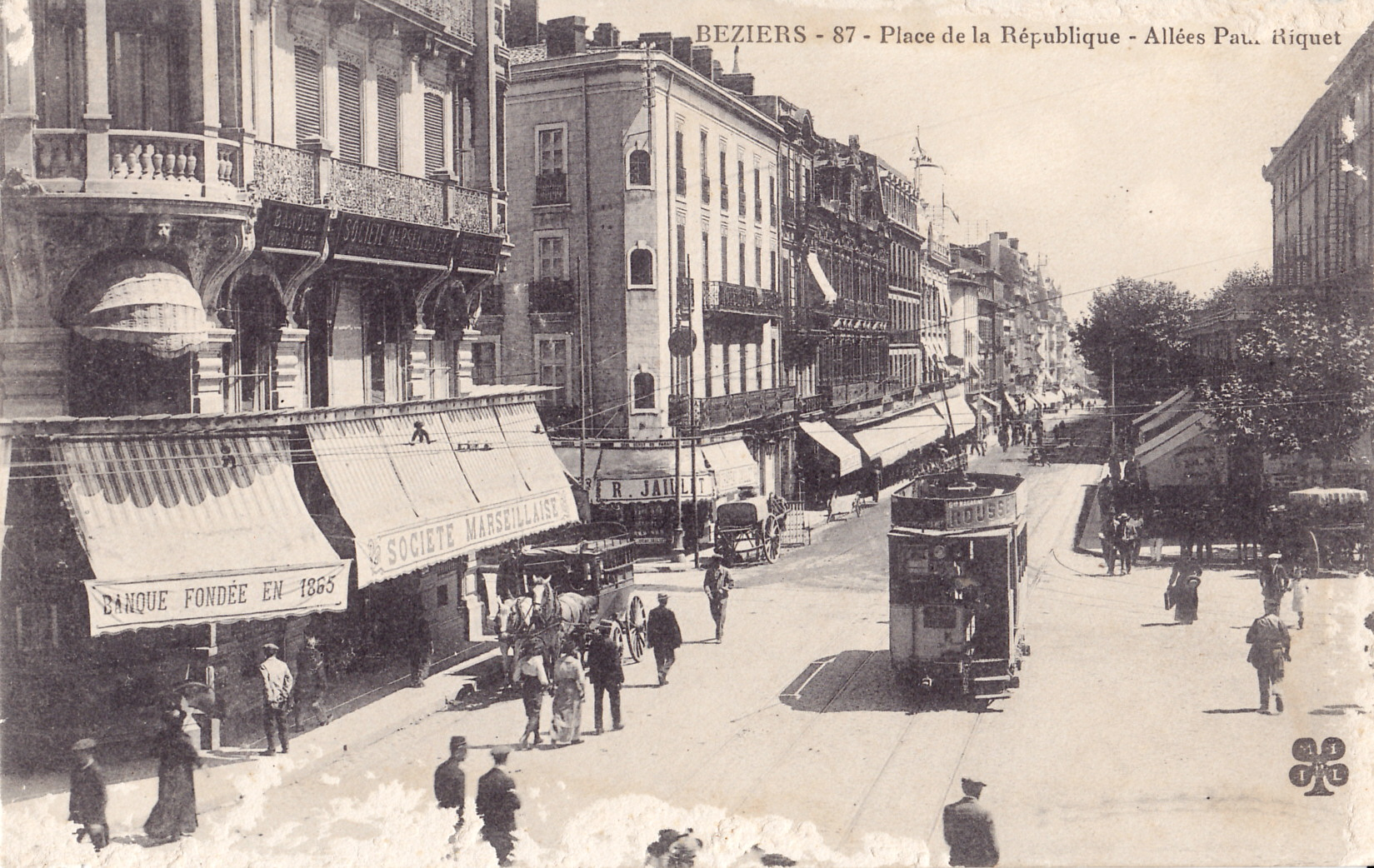
Straßenbahn auf der Place de la République (vor 1914)

Die Straßenbahn Béziers wurde von der Compagnie des Tramways Electriques de Béziers et Extensions –TEB betrieben.

## Geschichte
Die TEB eröffnete am Anfang des Jahres 1901, als die Stadt  rund 52.000 Einwohner zählte, eine elektrische Straßenbahn. 
Eine normalspurige Pferdebahn auf der Straße über Sérignan zum Seebad Valras-Plage gab es bereits seit dem Jahr 1879. Der Endpunkt in Béziers befand sich zunächst am rechten Ufer des Flusses Orb an der Place d`Espagne, weil man die Trasse wegen der starken Steigungen nicht näher an das Stadtzentrum heranführen konnte.
Trotzdem sah sich die Gesellschaft TEB gezwungen, den Betrieb im Oktober 1931 an die Stadt Béziers zu verkaufen. Diese stellte in den folgenden Jahren das gesamte Stadtnetz auf Omnibusbetrieb um.
Nur die Strecke zum Strandbad Valras blieb über den Zweiten Weltkrieg erhalten. Ihre Endstation hatte man zum Platz der Republik im Stadtzentrum verlegt. Als eine Erneuerung des Materials unvermeidlich geworden war, legte man den Betrieb am 31. Oktober 1948 still.

## Netz
Das meterspurige Netz der elektrischen Straßenbahnen erreichte eine Länge von 23 Kilometern. Es bestand aus der 13 Kilometer langen Überlandlinie nach Valras, die man umgespurt und elektrifiziert hatte, und weiteren fünf Stadtlinien, deren Knotenpunkt der Place de la République war. Auch der Bahnhof der Südbahngesellschaft sowie der Nordbahnhof der Lokalbahngesellschaft des Hérault (Compagnie des chemins de fer d’intérêt local du département de l’Hérault) wurden bedient:
Überlandbahn: Place d’Espagne–Sérignan–Valras-Plage
Stadtlinien:
- a) Place d’Espagne–Place Garibaldi–Allées Paul Riquet–Nordbahnhof
- b) Place de la République–Weinberggarten (Moulins)
- c) Südbahnhof (Midi)–Avenue du Midi–Place de la République–Avenue Gambetta–Südbahnhof
- d) Markthalle–Allées Paul Riquet–Werkstatt der Südbahn
- e) Südbahnhof–Markthalle–Schlachthof

Für den Verkehr standen 22 zweiachsige Triebwagen und 24 Beiwagen – davon sechs vierachsige – zur Verfügung. Das Depot befand sich an der Straße nach Sérignan.
Die jährliche Zahl der Fahrgäste von über zwei Millionen ging nach dem Ersten Weltkrieg auf etwa 722.000 im Jahre 1928 zurück.
Das Netz wurde daher auf die Überlandbahn und drei Stadtlinien reduziert:
Überlandbahn: Südbahnhof–Sérignan–Valras-Plage
Stadtlinien:
- a) Südbahnhof–Albert I/Schlachthof
- b) Stadtgarten–Boulevard de Strasbourg
- c) Ringlinie: Südbahnhof–Liberté–Markthalle–Südbahnhof